# Triel (Anatomie)

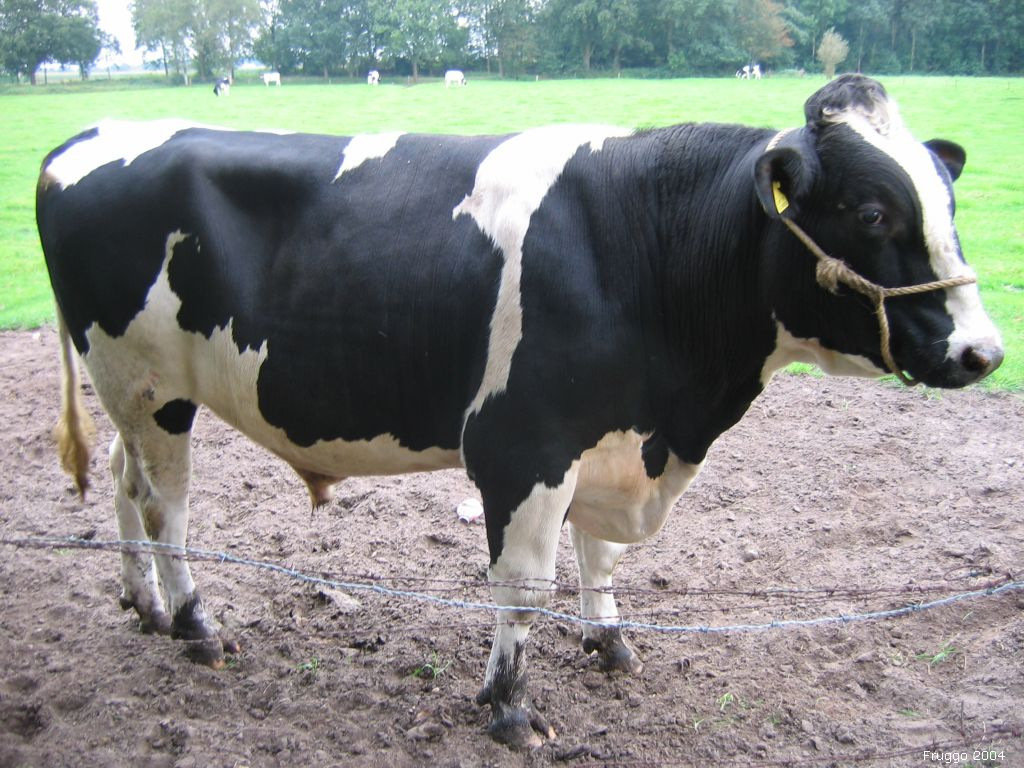
Triel eines Rindes

Als Triel (lat. Palear) oder Wamme bezeichnet man in der Anatomie der Wiederkäuer eine mittige Halsfalte, die vom Halsende bis auf die Vorderbrust reicht. Sie gehört zu den Hautfalten (Plicae cutis) und ist durch ein reichliches Unterhautgewebe gekennzeichnet.
Der Triel eignet sich gut für subkutane Injektionen. Bei Tieren auf Hochweiden kann infolge des Sauerstoffmangels ein Trielödem auftreten.